# Straßenlauf-Länderkampf der Männer 1965 Niederlande – BR Deutschland – Schweiz
| 1. Leichtathletik-Länderkampf mit bundesdeutscher Beteiligung 1965       | 1. Leichtathletik-Länderkampf mit bundesdeutscher Beteiligung 1965 |
| ------------------------------------------------------------------------ | ------------------------------------------------------------------ |
|                                                                          |                                                                    |
| Straßenlauf-Vergleich der Männer: Niederlande – BR Deutschland – Schweiz |                                                                    |
| Austragungsort                                                           | Beek                                                               |
| Wettbewerbe                                                              | 1                                                                  |
| Datum                                                                    | 30. Mai 1965                                                       |
| 1. FRG 2. NLD 2. SUI                                                     | 5:02:13 h 5:15:41 h 5:18:32 h                                      |
| Chronik                                                                  |                                                                    |
| ← letzter LK 1964: 00SUI-FRG-NLD Straßenlauf (M)                         | YUG-FRG Zehnkampf (M) →                                            |

Der erste Vergleich des Länderkampfjahres 1965 war ein Länderkampf im Straßenlauf zwischen den drei Nationen Bundesrepublik Deutschland, Schweiz und Niederlande. Die Begegnung wurde am 30. Mai in der niederländischen Stadt Beek ausgetragen. Auch in den letzten beiden Jahren hatte es ein solches Aufeinandertreffen gegeben, allerdings war 1963 in Bad Kreuznach als vierte Nation auch Luxemburg mit dabei. Gewonnen hatte das bundesdeutsche Team in beiden Jahren vor den Niederländern und der Schweiz. 1963 war Luxemburg Vierter geworden.

## Wettbewerbe und Modus
Die Begegnung beinhaltete wie in Straßenlauf-Vergleichen üblich ein Rennen über dreißig Kilometer. In die Wertung kamen die jeweils drei besten Läufer von vier Startern je Nation. Das Resultat ergab sich durch Addition der durch die gewerteten Athleten erzielten Zeiten. Die Schweiz bot nur drei Läufer auf, die somit alle gewertet wurden.

## Ergebnis
Mit den Rängen eins, zwei und vier lagen die drei gewerteten bundesdeutschen Vertreter noch weiter vorne als im Vorjahr und entschieden so diesen Länderkampf mit einem Vorsprung von fast dreizehn Minuten vor der diesmal zweitplatzierten Niederlande für sich. Mit weiteren knapp drei Minuten Rückstand belegten die Schweizer Läufer den dritten und letzten Platz.

## Legende
Kurze Übersicht zur Bedeutung der Symbolik – so üblicherweise auch in sonstigen Veröffentlichungen verwendet:
| DNF | nicht im Ziel (did not finish) |

## Resultat

### 30-km-Straßenlauf
| Platz | Athlet              | Land | Zeit (h)          |
| ----- | ------------------- | ---- | ----------------- |
| 01    | Hans Hüneke         | FRG  | 1:38:32           |
| 02    | Lothar Reinshagen   | FRG  | 1:39:47           |
| 03    | Rudi Mol            | NLD  | 1:42:13           |
| 04    | Karl-Heinz Steuers  | FRG  | 1:43:54           |
| 05    | Aad Steylen         | NLD  | 1:44:10           |
| 06    | Oskar Leupi         | SUI  | 1:44:52           |
| 07    | Yves Jeannotat      | SUI  | 1:45:00           |
| 08    | August von Wartburg | SUI  | 1:48:40           |
| 09    | Jacques Kraan       | NLD  | 1:49:18           |
| 10    | Hub Weusten         | NLD  | 1:51:17           |
| DNF   | Karl-Heinz Paetow   | FRG  | Aufgabe bei 22 km |